# Monte Tolley
El monte Tolley (77°17′S 143°7′O / -77.283, -143.117) mide 1,030 m de altura, y se encuentra a 3.7 km al sur del Monte Swartley en las Montañas Allegheny de las Cordilleras Ford, en la Tierra de Marie Byrd de la Antártida. Fue descubierto durante los vuelos desde la base occidental del Servicio Antártico de Estados Unidos (USAS) (1939–41) y nombrado en honor a  William P. Tolley Presidente del Allegheny College, Pensilvania, Estados Unidos.